# Camille Montagne
Jean Pierre François Camille Montagne (n. 15 februarie 1784, Vaudoy-en-Brie departamentul Seine-et-Marne – d. 5 decembrie 1866, Paris)  a fost un medic de armată francez precum un renumit botanist, în special briolog, ficolog și micolog. Abrevierea numelui său în cărți științifice este Mont..

## Biografie

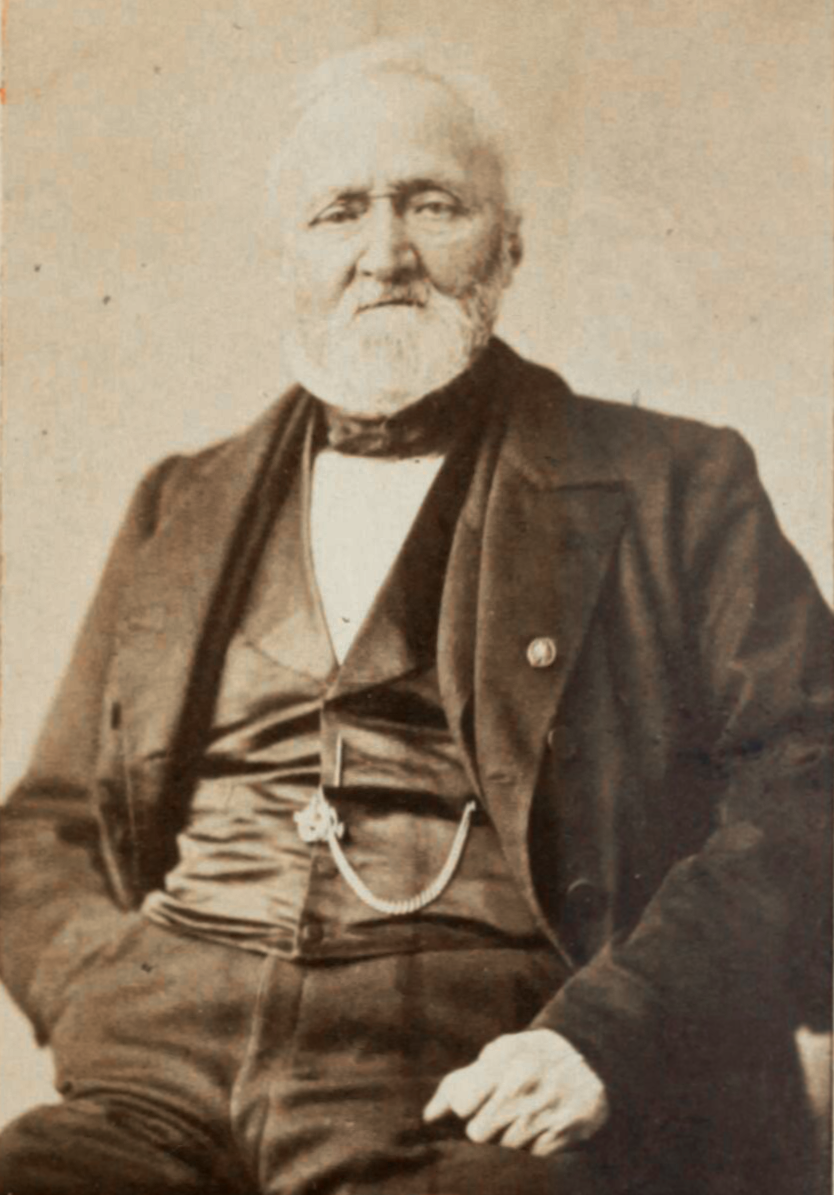
Camille Montagne în 1866

În anul 1798, la vârsta de doar 14 ani s-a tânărul Montagne s-a îmbarcat ca timonier de ajutor la Toulon, a participat la campania franceză din Egipt și Siria a lui Napoleon Bonaparte, apoi s-a alăturat administrației maritime ca secretar al comandantului militar de marină.
A slujit în administrația navală din Alexandria, în calitate de secretar al șefului militar al Marinei, până la capitularea francezilor în 1801. După ce a fost repatriat în Franța, a efectuat studii medicale la Paris și s-a calificat drept chirurg militar în 1804. A fost staționat la spitalul militar de la Boulogne-sur-Mer până în 1806, când a fost trimis la Napoli cu armata franceză sub generalul Joseph-Napoleon Bonaparte (viitorul rege al celor două Sicilii). Montagne a fost transferat la „Garda Regelui” în 1807 și a servit în regimentul de grenadieri, devenind cavaler de L'ordre régal des Deux Siciles în 1808 și, în cele din urmă, chirurg șef al armatei regale din Napoli.
În timpul Războiului Napolitan din 1815, a fost capturat de austrieci și închis în cetatea Arad. La câțiva ani după eliberare, a avut o practică medicală privată în Paris, dar în 1819 a fost rechemat la datorie. Pentru comportamentul său în timpul asediului din Pampelune, în 1823, a fost decorat cu Croix d'honneur. S-a retras din armată în 1832 ca șef al spitalului din Sedan. Restul vieții sale a fost dedicat studiului de criptogame (alge, bureți, licheni și mușchi. A studiat botanica ca student medical sub conducerea lui Antoine-Laurent de Jussieu, René Desfontaines și Claude Richard. Faptul că pe tot parcursul serviciului său militar a colectat deja plante, i-a fost de folos.
În 1845 a fost unul dintre primii oameni de știință (împreună cu Marie-Anne Libert) care a oferit o descriere exactă a ciuperci parasitare Phytophthora infestans, o mare dăunătoare a cartofilor pe care a numit-o Botrytis infestans).
Chiar dacă nu pare să fi vizitat niciodată colonia, a fost un pionier al micologiei din Guyana, datorită colecționarului Charles Eugene Leprieur (1815-1892), unui mare precursor al micologiei franceze care i-a trimis numeroase exemplare.de acolo.
Principala sa lucrare, Sylloge Generum Specierumque Cryptogamorum, a fost publicată la Paris în 1856. Mai departe a contribuit – între altele - cu numeroase articole la Arhives Botanique și la Annales des Sciences Naturelles.

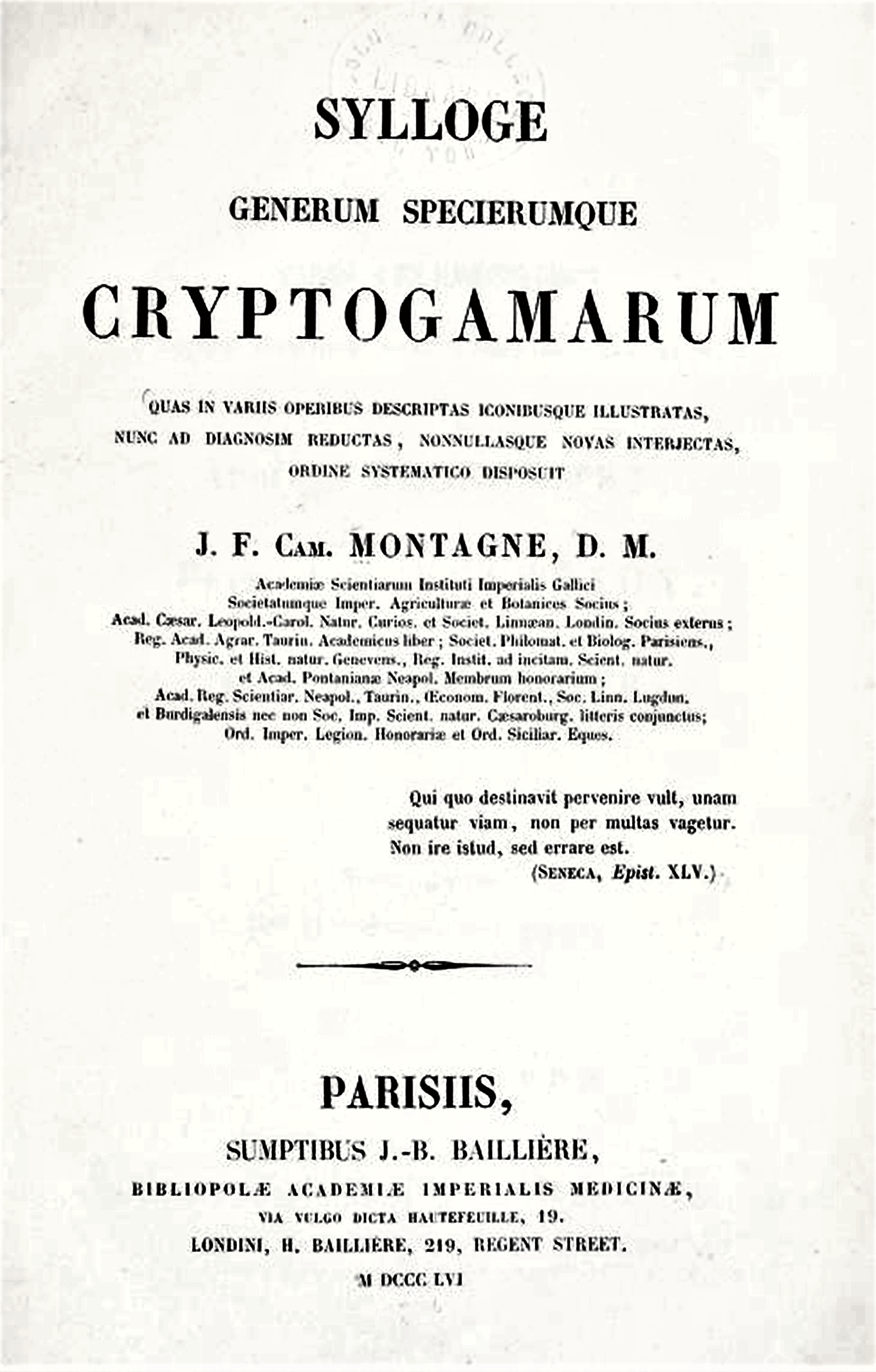
Camille Montagne - Sylloge

A fost membru al Académie des Sciences (1853), ofițer al Ofițer al Legiunii de Onoare Légion d'Honneur (1858) și, ca veteran al războaielor de revoluție și ale imperiului, destinatarul Medaliei de Sfântă Elenea (Médaille de Sainte-Hélène) (1857). În 1860, savantul a suferit un accident vascular cerebral care la lăsat invalid. El a murit la 5 decembrie 1866, cauzat de un nou atac.

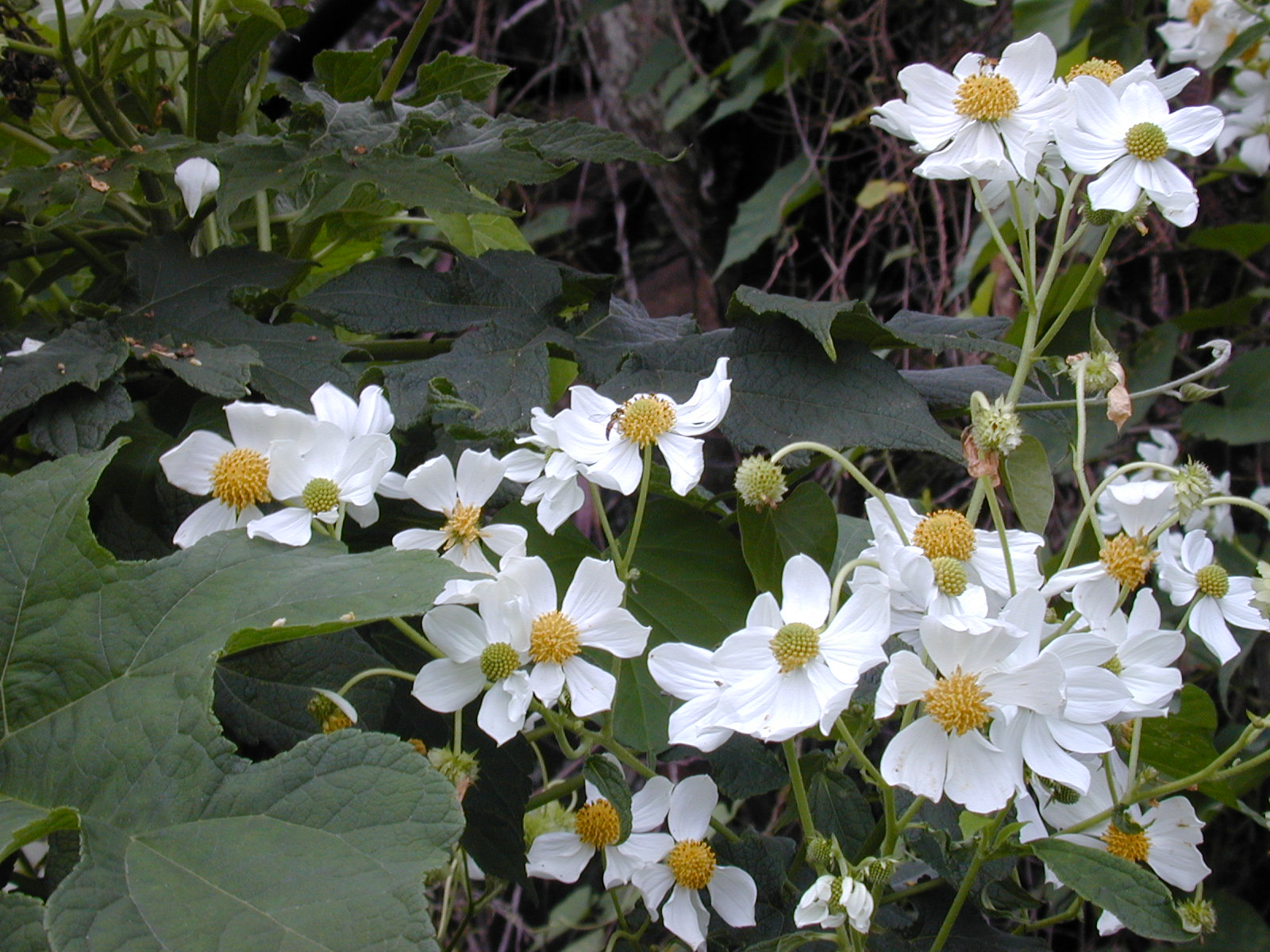
Montanoa hibiscifolia

Referințe pentru articol:

### Societății
Savantul a fost membru a multor societăți științifice, între altele:
- Membru corespondent al Société linnéenne de Lyon (1829)
- Membru al Academiei Leopoldine (1835)
- Membru honorar al Société de physique et d'histoire naturelle de Genève (1842)
- Membru al Académie d'agriculture de France (1852)
- Membru al Academiei Franceze de Științe (1853)
- Membru și președinte al Société botanique de France (1854)
- Membru extern al Societății lineane din Londra (înainte de 1856)[9]
- Membru corespondent al Academiei Ruse de Științe (1858)
- Membru al Académie Nationale de Médecine (1862)
- Membru al Société linnéenne de Bordeaux
- Membru al Société linnéenne de Paris
- Membru al Société philotechnique și de două ori președinte

### Ordini
Montagne a fost decorat cu:
- Cavaler al Ordinul Regal al Regatului de Neapole (1808)
- Cavaler al Legiunii de Onoare (1823)
- Medalia de Sfânta Elena (Médaille de Sainte-Hélène) (1857)
- Ofițer al Legiunii de Onoare (1858)

## Genuri dedicate în onoarea lui Montagne
- Genul de ciuperci Camillea (Xylariaceae) i-a fost dedicat de Elias Magnus Fries. (1849)
- Genul de plante Montagnaea (Asteraceae), cu în prezent (2018) aproximativ 35 de specii, i-a fost dedicat de Augustin Pyramus de Candolle (1836), azi valabil Montanoa de Vicente Cervantes.[10]
- Genul de ciuperci Montagnea (Agaricaceae) cu în prezent (2018) 5 specii, i-a fost dedicat de Elias Magnus Fries. (1836)

## Publicații (selecție)
| - Rapport sur une maladie des oliviers caractérisée par la chute prématurée de leurs feuilles, Editura Bouchard-Huzard, Paris 1820 - Rapport sur une communication de M. Lagrège-Fossat, correspondant a Moissac, relative a une Maladie du Sainfoin, Editura Bouchard-Huzard, Paris 1820 - Résumé succinct des observations faites jusqu'ici sur la rubéfaction des eaux, E. Thunot et Cie , Paris 1820 - Lichenographia europaea reformata ; praemittuntur lichenologiae fundamenta. Compendium in theoreticum et practicum lichenum studium, conscripsit Elias Fries, Lund, Editura Dupuy, Paris 1831 - Notice sur les plantes cryptogames à ajouter à la Flore française, Editura Paul Renouard, Paris 1833-1836 - Description de plusieurs nouvelles espèces de cryptogames découvertes par M. Gaudichand dans l'Amérique méridionale, Editura Renouard, Paris 1834 - Prodromus Floras Fernandesianas. Pars prima, sistens enumerationem cellularium quas in insula Juan Fernandez a Cl. Bertero collectas, Editura Renouard, Paris 1835 - Enumération des mousses et des hépatiques recueillies par M. Leprieur, dans la Guiane centrale, et description de plusieurs nouvelles espèces de ces deux familles, Editura Renouard, Paris 1835 - Mémoire sur le genre Pilobole et sur une nouvelle espèce, Editura Louis Perrin, Lyon 1836 - Monographie du genre conomitrium de la famille des Mousses, lue à la Société philomatique, Editura Renouard, Paris 1837 - Centurie de plantes cellulaires exotiques nouvelles, Editura Renouard, Paris 1837-1838 - Mémoire sur l'organisation et le mode de reproduction des Caulerpées et en particulier du Caulerpa Webbiana, Editura Renouard, Paris 1837-1838 - Centurie de plantes cellulaires exotiques nouvelles, Editura Paul Renouard, Paris 1837-1949 - Cryptogames algériennes, ou plantes cellulaires recueillies par M. Roussel aux environs d'Alger, Editura Paul Renouard, Paris 1838 - De l'organisation et du mode de reproduction des Caulerpées, et en particulier de Caulerpa Webbiana, espèce nouvelle des îles Canaries, Editura Renouard, Paris 1838 - Des organes mâles du genre targionia découvertes sur une espèce nouvelle du Chili, Editura Renouard, Paris 1838 - Histoire physique, politique et naturelle de l'ile de Cuba, Editura A. Bertrand, Paris 1838-1845 - Cryptogamie, Editura A. Bertrand, Paris 1839 - Considérations succintes sur la tribu des Laminariées de la sousfamille des Fucacées, et caractères sur lesquels est établi le nouveau genre Capea, appartenant à la même tribu, Editura P. Renouard, Paris 1840 - Seconde centurie de plantes cellulaires exotiques nouvelles, Editura Renouard, Paris 1840 - Compte-rendu de : Bryologia Europea seu Genera muscorum europaorum monographice illustrata, auctoribus Bruch et Schimper. Fasc. V-IX cum tabulis LIV, genera Mnium et Bryum complectentes, Stuutgart 1838 et 1839, Editura Renouard, Paris 1840 - Compte-rendu de :Praemissa in floram cryptogamicam Javae insulae. Fasc. I. Auctore F. Junghuhn. Batavia, 1838, Editura Renouard, Paris 1841 - Esquisse organographique et physiologique sur la classe des Champignons, Editura A. Bertrand, Paris 1841 - Troisième centurie de plantes cellulaires exotiques nouvelles, Paris 1842 - Cryptogamae nilgherienses seu Plantarum cellularium in montibus peninsulae indicae Neel-Gherries dictis à cl. Perrottet collectarum enumaratio, Editura Renouard , Paris 1842 - Prodromus generum specierumque phycearum novarum : in itinere ad Polum Antarcticum Regis Ludovici Philippi jussu ab illustri Dumont D'Urville peracto collectarum : notis diagnosticis tantum huc evulgatarum, descriptionibus vero fusioribus nec non iconibus analyticis jam jamque illustrandarum, Editura Gide et Cie, Paris 1842 - Du genre xiphophora, et, à son occasion, recherches sur cette question : trouve-t-on dans les fucacées les deux modes de propagation qu'on observe chez les floridées, Editura Renouard, Paris 1842 - Cryptogamie : Exposition sommaire de la morphologie des plantes cellulaires, Editura Bourgogne e Martinet, Paris 1843 - Considérations générales sur la tribu des podaxinées et fondation du nouveau genre gyrophragmium appartenant à cette tribu..., Editura P. Renouard, Paris 1843 - Quatrième centurie de plantes cellulaires exotiques nouvelles, Editura P. Renouard, Paris 1843 - Mémoire sur le phénomène de la coloration des eaux de la Mer Rouge, Editura Gauthier Villars, Paris 1844 - Quelques observations touchant la structure et la fructification des genres ctenodus, delisea et lenormandia, de la famille des floridées, Editura Bourgogne et Martinet, Paris 1844 - Skizzen zur Organographie und Physiologie der Classe der Schwämme, Editura J. G. Calve, Praga 1844 - Mémoire sur le phénomène de la coloration des eaux de la Mer Rouge, Editura Bourgogne et Martinet, Paris 1844 | - Voyage autour du monde, exécuté pendant les années 1836 et 1837 sur la corvette la Bonite, commandée par M. Vaillant Tome premier, Cryptogames cellulaires et vasculaires (lycopodinées), Editura A. Bertrand, Paris 1844-1846 (împreună cu M. Gaudichaud, J-H Léville, Anton Spring) - Essai d'organographie de la famille des hépatiques, Editura Bourgogne et Martinet, Paris 1845 - Cinquième centurie de plantes cellulaires exotiques, Editura Bourgogne et Martinet, Paris 1845 - Plantes cellulaires, Editura Bourgogne et Martinet, Paris 1845 - Voyage au Pôle Sud et dans l'Océanie sur les corvettes l'Astrolabe et la Zélée, exécuté par ordre du Roi, pendant les années 1837 - 1838 - 1839 - 1840, sous le commandement de M. J. Dumont d'Urville, capitaine de vaisseau - Plantes cellulaires…, vol. I, Editura Gide et Cie, Paris 1845 - Note sur un nouveau fait de coloration des eaux de la mer par une algue microscopique, Editura Bourgogne et Martinet, Paris 1846 - Aperçu morphologique de la famille des lichens, Editura Bourgogne et Martinet, Paris 1846 - Considérations générales sur la famille des mousses, comprenant leur morphologie et leur classification, Editura Bourgogne et Martinet, Paris 1846, Paris 1846 - Phycologie, ou considérations générales sur l'organographie, la physiologie et la classification des algues, Editura Martinet, Paris 1847 - Enumeratio fungorum quos a Cl. Drege in Africa meridionali collectos et in herbario Miqueliano servatos descriptionibus observationibusque nonnullis illustravit, Editura Martinet, Paris 1847 - A micrographic study of the disease of Saffron, known under the name of Tacon, Editura W. Clowes and Sons , Londra 1848 - Sixième centurie de plantes cellulaires tant exotiques, Editura Martinet, Paris 1849 - De Capnodio, Editura Martinet, Paris 1849 - Pugillus algarum yemensium, quas collegerunt annis 1847-1849, Editura Martinet, Paris 1850 - Cryptogamia guyanensis, seu Plantarum cellularium in Guyana gallica annis 1835-1849 a Cl. Leprieur collectarum enumeratio universalis, Editura Martinet, Paris, 1851 - Phykologie, oder, Einleitung ins Studium der Algen, Editura C. Graeger, Halle 1851 - Mémoire sur la multiplication des chara par division, Editura Institut de France, Paris 1852 - Coup d'oeil rapide sur l'état actuel de la question relative à la maladie de la vigne, Editura E. Thunot, Paris 1853 - Phyceæ Hispanicæ novæ aut minus notae, Editura L. Martinet, Paris 1853 - Diagnoses phycologicae, seu quibus caracteribus discriminandae sunt species Lichenum Algarumque nonnullae novae, in tomo Florae chilensis octavo nondum typis mandato descripta, Editura Martinet, Paris 1853 - Flora Chilena - Plantas celulares, vol. I-II, Editura E. Thunot, Paris 1854 - Note sur le nouveau genre mazzantia, de la famille des pyrénomycètes, Editura Martinet, Paris 1855 - Lichenes exposuerunt C. Montagne et R.B. Van den Bosch, Editura A.W. Sythoff, Lugduni Batavorum (Leiden) 1855 - Cryptogamia guyanensis, seu Plantarum cellularium in Guyana gallica annis 1835-1849 a Cl. Leprieur collectarum enumeratio universalis, Editura V. Masson, Paris 1855 - Communication,... relative à une plante marine de l'Australie constituant un nouveau genre, Editura Palais de l'Institut, Paris 1855 - Note sur le Boschia, nouveau genre de la famille des hèpatiques, découvert au Brésil par M. Weddel, Editura Martinet, Paris 1856 - Sylloge generum specierumque cryptogamarum, quas in variis operibus descriptas iconibusque illustratas, nunc ad diagnosim reductas, nonnullasque novas interjectas / ordine systematico disposuit, Editura J.-B.Baillière, Paris 1856 - Communication,... relative à plusieurs maladies de plantes économiques et potagères et notes botaniques sur le blanc de la vigne et du houblon, Editura Bouchard-Huzard, Paris 1857 - Botanique, cryptogamie, algues, Editura Dentu, Paris 1862 (împreună cu M. Millardet) - Icones plantarum in flora Cubana descriptarum : ex historia physica, politica et naturali a Ramon de la Sagra - Edita excerptae, Editura Baillière, Paris 1863 - Colecția sa la Muséum d'histoire naturelle de Paris |